# Palacio de Justicia del Condado de Lander
El Palacio de Justicia del condado de Lander, en 122 Main St. en Austin, Nevada, es un palacio de justicia histórico que fue construido de ladrillo en 1871 con influencia del Renacimiento griego en su estilo. Fue diseñado por Daniel P. Bell. Fue incluido en el Registro Nacional de Lugares Históricos en 2003. 
Sirvió como palacio de justicia desde 1871 hasta 1979, cuando el tribunal se mudó a un palacio de justicia en Battle Mountain, y desde entonces el edificio se ha utilizado como oficinas del condado.